# Лусочниці
Лусочниці (Lepismatidae) — родина первиннобезкрилих комах ряду щетинкохвостих (Zygentoma). Налічує 190 видів.

## Опис
Це подовжені, сплощені комахи, більшість з яких — падальники. Черевце зазвичай вкрите дрібною лускою і закінчується трьома церками приблизно однакової довжини. Складні очі маленькі й добре розділені.
Зазвичай вони живуть у теплому вологому середовищі. Уникають світла.

## Роди
Роди лусочниць:
- Acrotelsa Escherich, 1905
- Acrotelsella Silvestri, 1935
- Afrolepisma Mendes, 1981
- Allacrotelsa Silvestri, 1935
- Anallacrotelsa Mendes, 1996
- Anisolepisma Paclt, 1967
- Apteryskenoma Paclt, 1952
- Asiolepisma Kaplin, 1989
- Ctenolepisma Escherich, 1905
- Desertinoma Kaplin, 1992
- Gopsilepisma Irish, 1990
- Hemikulina Mendes, 2008
- Hemilepisma Paclt, 1967
- Heterolepisma Escherich
- Hyperlepisma Silvestri, 1932
- Lepisma Linnaeus, 1758
- Lepismina Gervais, 1844
- Lepitrochisma Mendes, 1988
- Leucolepisma Wall, 1954
- Mirolepisma Silvestri, 1938
- Monachina Silvestri, 1908
- Mormisma Silvestri, 1938
- Namibmormisma Irish, 1989
- Namunukulina Wygodzinsky, 1957
- Nebkhalepisma Irish, 1989
- Neoasterolepisma Mendes, 1988
- Ornatilepisma Irish, 1989
- Panlepisma Silvestri, 1940
- Primacrotelsa Mendes, 2004
- Prolepismina Silvestri, 1940
- Psammolepisma Irish, 1989
- Sabulepisma Irish, 1989
- Sceletolepisma Wygodzinsky, 1955
- Silvestrella Escherich, 1905
- Stylifera Stach, 1932
- Swalepisma Irish, 1989
- Thermobia Bergroth, 1890
- Tricholepisma Paclt, 1967
- Xenolepisma Mendes, 1981
- † Burmalepisma Mendes & Poinar, 2008
- † Cretalepisma Mendes & Wunderlich, 2013
- † Onycholepisma Pierce, 1951
- † Paracrotelsa Paclt, 1967
- † Protolepisma Mendes & Poinar, 2013